# Яськовский, Станислав
Станислав Яськовский (пол. Stanisław Jaśkowski; 22 апреля 1906, Варшава — 16 ноября 1965, там же) — польский логик. Внёс значительный вклад в развитие теории доказательств и формальной семантики.
Он был студентом Яна Лукасевича и принадлежал к Львовско-Варшавской школе логики. С 1946 года — профессор, с 1959 по 1962 гг. — ректор Университета Николая Коперника в Торуне.
Яськовский считается одним из основателей натурального исчисления, которое он открыл независимо от Герхарда Генцена в 1930-х гг. (подход Генцена более известен). Он был одним из первых, если не первым, кто предложил формальное исчисление параконсистентной логики. Следовательно, Яськовский является пионером в исследовании как интуиционистской логики, так и свободной логики.

## Труды
- «О правилах допущений в формальной логике», 1934.
- «Исследования в системе интуиционистской логики», 1936.
- «Пропозициональное исчисление в неконсистентной системе вывода», 1948.
- «О дискуссивной конъюнкции в пропозициональном исчислении в неконсистентной системе вывода», 1949.
- «О формулах, в которых неиндивидуальная изменчивость проявляется более, чем дважды», 1966.